# Westschermaus

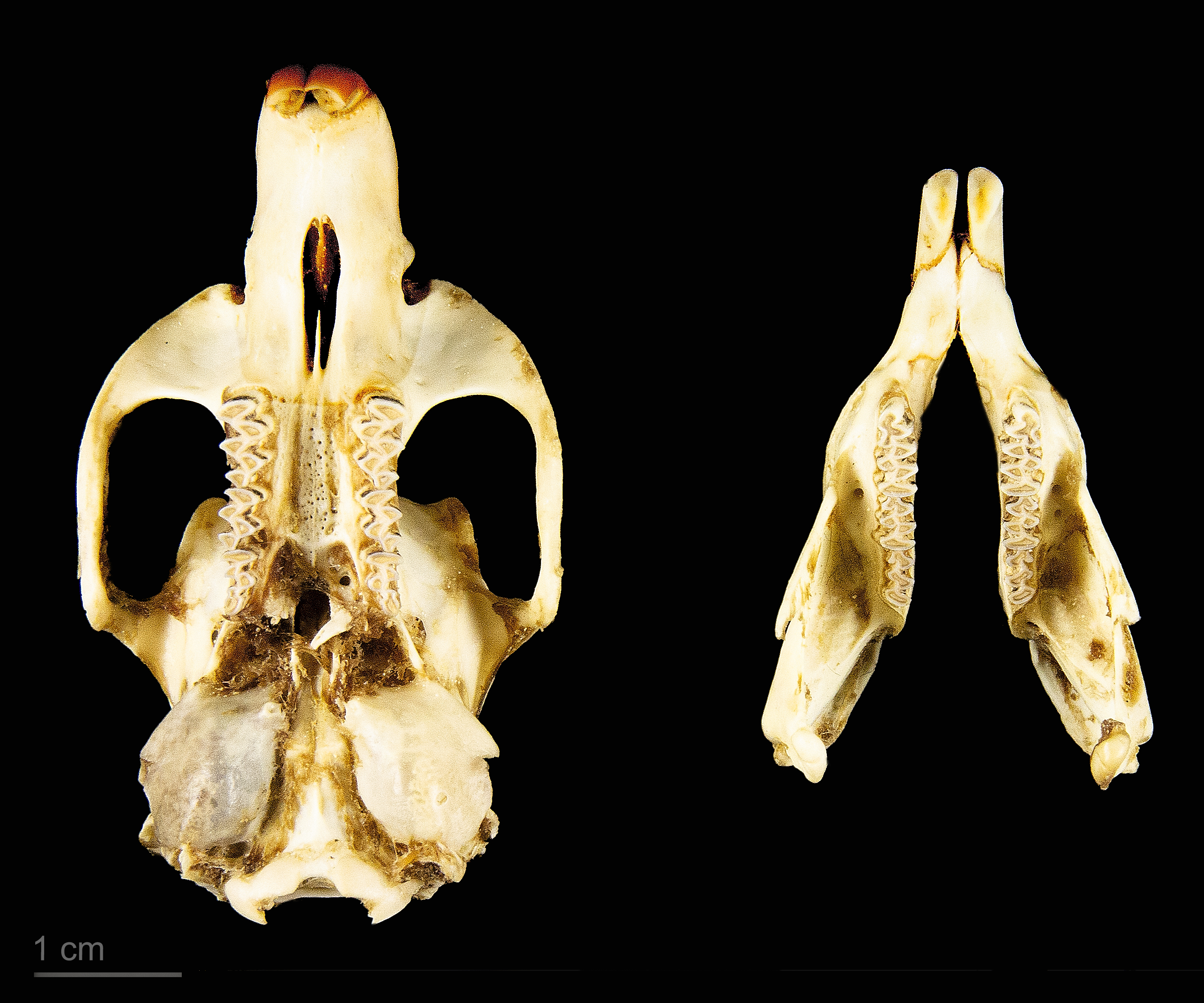
Schädel von Arvicola sapidus, Sammlung Museum von Toulouse

Die Westschermaus (Arvicola sapidus, Syn.: Arvicola tenebricus, Microtus musiniani) ist ein Nagetier aus der Gattung der Schermäuse (Arvicola) in der Familie der Wühler (Cricetidae). Die Art ist endemisch im Südwesten Europas. 

## Beschreibung
Mit einer Körperlänge von 17 bis 22 Zentimetern, einer Schwanzlänge von 9,8 bis 14,4 Zentimetern und einem Gewicht von 150 bis 300 Gramm ist sie durchschnittlich größer als die sehr ähnliche Ostschermaus (Arvicola amphibius). Der Schwanz ist verhältnismäßig länger, die Schnauze spitzer und das Fell dunkler. Sie besitzt 40 Chromosomen, die Ostschermaus nur 36 Chromosomen. 

## Vorkommen und Lebensweise
Sie bewohnt Frankreich, Spanien und Portugal. Die Westschermaus ist eng an Flüsse und Sümpfe mit dichter Vegetation gebunden. Sie ist tag- und nachtaktiv und schwimmt gut. Ihre Wechsel sind im Pflanzenwuchs gut zu erkennen. Ihr Bau in den Uferböschungen hat einen Unterwassereingang und zuweilen einen Belüftungsgang. Das Nest kann aber auch oberirdisch in Grasbulten, Sumpfpflanzen oder Hohlweiden verborgen sein. Das Gangsystem ist manchmal verzweigt und ausgebreitet. Bisweilen legt sie Vorräte an. Die Westschermaus ist wenig lautfreudig, gelegentlich sind Pfeiflaute zu hören. Die Nahrung besteht vorwiegend aus Wasserpflanzen, selten nimmt sie auch tierische Kost. Zwischen März und Oktober wirft das Weibchen drei- bis viermal zwei bis acht Junge. Sie ist wenig gesellig und lebt in kleinen Familienverbänden. Schäden durch diese Art sind, im Gegensatz zur für ihren Wurzelfraß bekannten Ostschermaus, nicht bekannt.

## Sonstiges
Bis ins frühe 20. Jahrhundert war die Westschermaus eine häufige Zutat der besonders in Valencia verbreiteten Paella.